# Epeolus floridensis
Epeolus floridensis är en biart som beskrevs av Mitchell 1962. Epeolus floridensis ingår i släktet filtbin, och familjen långtungebin. Inga underarter finns listade i Catalogue of Life.